# 7645 Pons
7645 Pons este o planetă minoră (asteroid), cu un diametru de 4,051 km, din centura de asteroizi. A fost descoperită pe 4 ianuarie 1989 la Observatorul Kleť de Antonín Mrkos și a fost numită după Jean-Louis Pons. 
Obiectul prezintă o orbită caracterizată de o semiaxă mare de 2,3731144 UAi, o excentricitate de 0,16, o înclinație de 0,39209 ° în raport cu ecliptica.